# Baoulé (affluent du Bakoye)
Ne doit pas être confondu avec le Baoulé (Bani).
Pour les articles homonymes, voir Baoulé.
Le Baoulé est une rivière d'Afrique occidentale qui coule au Mali. C'est l'affluent majeur du Bakoye, donc un sous-affluent du fleuve Sénégal. 

## Géographie
Le Baoulé naît dans les collines situées au sud-ouest du Mali, près de la frontière guinéenne, à 120 kilomètres au sud-ouest de Bamako et coule d'abord en direction du nord sur une distance de plus de 200 kilomètres. Il tourne alors vers l'ouest, effectuant un large méandre, puis effectue une très grande boucle, qui le mène en direction du nord-est, puis de l'ouest,  puis du sud-est et enfin du sud-ouest. Son cours constitue, dans toute cette zone de méandres, la limite nord du parc national de la Boucle du Baoulé. 
Dans la dernière partie de son parcours, il coule en direction du sud-ouest. 
Il atteint bientôt le Bakoye auquel il donne ses eaux en rive droite à une douzaine de kilomètres en aval de Toukoto, doublant presque le débit de ce dernier. 
Sa longueur est d'environ 500 kilomètres. Il n'est pas navigable. 

## Hydrométrie - Les débits mensuels au confluent
Les débits suivants sont calculés sur une période de 39 ans (1952-1990) et nous montrent les variations mensuelles moyennes au niveau du confluent Baoulé-Bakoye face à la petite localité de Bougouda. 
À Bougouda, le débit annuel moyen ou module calculé sur cette période a été de 64 m3/s pour une surface prise en compte d'approximativement 65 000 km2.
La lame d'eau écoulée dans le bassin versant de la rivière atteint ainsi le chiffre de 31 millimètres par an, ce qui doit être considéré comme faible.
Le Baoulé est un cours d'eau modérément abondant mais extrêmement irrégulier. Il connait de longues périodes de maigres avec assèchement souvent complet de décembre à mai. Le débit moyen mensuel observé en avril-mai (minimum d'étiage) n'atteint que 0,1 m3/s (100 litres), soit plus de 3 000 fois moins que le débit moyen du mois de septembre, ce qui témoigne de sa très grande irrégularité saisonnière. 
- Source [1].